# Don Balón
Don Balón è una rivista sportiva digitale spagnola specializzata nel calcio spagnolo ed internazionale, originariamente pubblicata in forma cartacea, successivamente anche in digitale, dalla casa editrice Editorial Don Balón S.A. a partire dal 7 ottobre 1975. La redazione della rivista era ubicata a Barcellona.

## Storia
Dal 1976 la rivista ha istituito il Premio Don Balón, assegnato annualmente ai migliori calciatori, allenatori ed arbitri del campionato spagnolo di calcio.
La rivista proponeva un elenco annuale di 100 giovani giocatori, che la redazione riteneva avessero un interessante potenziale.
Dal 1989 fa parte di European Sports Magazines, associazione europea di pubblicazioni legate al calcio.
Il 6 settembre 2011 la rivista annuncia la sua chiusura dopo 36 anni nelle edicole, principalmente a causa dello scandalo che ha portato all'arresto e alla detenzione dell'editore principale, Rogelio Rengel.
Dal 18 marzo 2015 Don Balón ricomincia le pubblicazioni in forma esclusivamente digitale.